# Bocognano
Bocognano (kors. Bucugnà) – miejscowość i gmina we Francji, w regionie Korsyka, w departamencie Korsyka Południowa.
Według danych na rok 1990 gminę zamieszkiwało 290 osób, a gęstość zaludnienia wynosiła 4 osób/km².

## Urodzeni w mieście
- Mateusz Ornano-Chiaratelli - uczestnik polskiego powstania listopadowego